# 7707 Yes
För andra betydelser, se Yes.
7707 Yes eller 1993 HM1 är en asteroid i huvudbältet som upptäcktes 17 april 1993 av den amerikanske astronomen Carl W. Hergenrother vid Catalina Station. Den är uppkallad efter den brittiska rockgruppen Yes.
Asteroiden har en diameter på ungefär 7 kilometer.